# Pécs-Baranyai Kereskedelmi és Iparkamara
A Pécs-Baranyai Kereskedelmi és Iparkamara (PBKIK) szakmai tanácsokat és szolgáltatásokat nyújt tagjainak Baranya vármegye üzleti életében. Képviseli a megyei vállalkozásokat, szervezi a gazdasági közéletet. 

## A pécsi kamara története[1][2]
A kiegyezést követően megindultak Pécs városában a függetlenségi törekvések, először az ipartársulások és -testületek alakultak meg szakágak szerint, majd követte őket a két törvényhatóság kereskedői érdekvédelmi szervezeteinek kiépülése. Később már közös igényként lépett fel egy koordináló szervezet létrehozása, de még a város és a vármegye gazdasági fejlettsége nem állt azon a szinten, hogy kiválhasson a Soproni Kereskedelmi és Iparkamarából. Így első lépésként a helyi szervezetek csúcsszervét hozták létre Zsolnay Vilmos vezetésével 1875. május 3-án. Ekkor tartotta alakuló közgyűlését a Pécsi Ipar és Kereskedelmi Társulat.
Az évek múlásával egyre erőteljesebben fogalmazódott meg egy önálló kereskedelmi és iparkamara létrehozásának megvalósítása. Végül a kitartó szervezésnek köszönhetően a Pécsi Kereskedelmi és Iparkamara 1881. június 12-én tartotta meg alakuló közgyűlését. Első elnökéül Kellemffy Károlyt választották, aki akkor Pécs három vasútvonalának volt az igazgatója. Pécs azzal, hogy kamarai székhellyé lett kedvező helyezte került, elsősorban az ipar, kereskedelem és az ide kapcsolódó közlekedés, posta és pénzforgalom tekintetében. A város fejlődésében meghatározó szerepet játszó ipar és kereskedelem képviselői mind a kamarában foglaltak helyet.
Zsolnay Vilmos halálakor 1900. március 23-án rendkívüli közgyűlést tartott a kamara, melyen Littke József elnök indítványozta, hogy Zsolnay Vilmos emlékére szobrot állítsanak és a felállítandó szoborra gyűjtést indított. Az akció elindításáért a kereskedelmi minisztérium a kamarának elismerését fejezte ki.
Az 1900. június 1-i közgyűlésen foglalkoztak azzal a kereskedelemügyi miniszteri leirattal, amellyel arról értesítette a kamarát, hogy lehetővé akarja tenni a párizsi nemzetközi kiállításon arra érdemes iparosok részvételét. A minisztériumi támogatás mellett a kamara is ajánlott fel ösztöndíjat. A kamara azt remélte, hogy az iparosok tapasztalataikkal a hazai ipar előrehaladását fogják segíteni.
A kamara már korábban lépéseket tett a kamara székhelyén létesítendő vámhivatal érdekében, amely végül 1909. január 1-jével kezdte meg működését.
A pécsi országos kiállítást 1907 nyarán rendezték meg, amely munkában a Pécsi Kereskedelmi és Iparkamara is jelentős szerepet vállalt.
A szakmai képzést kívánta előmozdítani a kamara tanfolyamok rendezésével. Ezt a célt szolgálták a kamara által rendezett építőipari, cipészipari, kazánfűtői, gépkezelői, számtan-értan, szabadkézi rajz, szabó és egyéb tanfolyamok. Az ipari munkástanfolyamokon kívül rendeztek mestertanfolyamokat is. A kereskedelmi élet színvonalának emelésére a kamara javasolta kereskedelmi továbbképző tanfolyamok szervezését.
A kereskedelmi minisztérium sokszor kért véleményt a kamarától a legkülönbözőbb ipari és kereskedelmi ügyekben, vagy értesítette országos vonatkozású gazdasági eredményekről. A vállalatok, az iparűzők támogatását is kamarai véleményhez kötötte a minisztérium.
A kamara társadalmi tekintélyét, befolyását azzal is elő akarták segíteni, hogy szaporították a tekintélyes kamarai levelező tagok számát. A tisztességtelen verseny kiküszöbölése terén is sokat tett a kamara. A legnagyobb eredmény az 1923: V. tc. megalkotása volt a tisztességtelen versenyről.
A kereskedelmi és iparkamarák két világháború közötti működésére vonatkozóan meg kell jegyezni, hogy a kereskedelmi és iparkamarákról szóló 1868: VI. tc. némely rendelkezésének módosításáról alkotott 1934: XX. tc. bizonyos változást hozott a kamarák szervezetében és választási rendszerében. Ez főként abból állt, hogy megszüntette a bel- és kültagok közötti megkülönböztetést és felemelte a kamarai tagok számát.
Lényeges változás volt a kamarák életében a kormánynak az az intézkedése, amellyel 1941-ben felfüggesztette a kereskedelmi és iparkamarák önállóságát. A Pécsi Kereskedelmi és Iparkamara mint keret fennállott egészen 1948-ig. Ezalatt a négy év alatt a gyakorlatban talán leghatékonyabb maradt a mestervizsga bizottságok működése és a mesterlevelek kiadása. 1944-től a vészkorszakban a kamarákat gyakorlatilag felszámolták
Az 1948. Január 2-án kelt 26.862/1948. sz. Kereskedelem- és Szövetkezetügyi miniszteri rendelet megszüntette a kereskedelmi és iparkamarákat és létrehozta a nyomukba lépő belkereskedelmi igazgatóságokat. 
Érdemi működés nélkül teltek az évek az 1980-as évtizedig, amikor is a reformfolyamatok felgyorsulása kitágította a kamara lehetőségeit. A Magyar Kereskedelmi Kamara élt ezzel és robbanásszerű fejlődésnek indult. Rohamosan nőtt a taglétszám, a kamara teljesen függetlenedett az államapparátustól és a kamarai média pl. Heti Világgazdaság, Napi Világgazdaság a reformeszmék hordozóivá váltak és nagy befolyásra tettek szert.
Új mérföldkőnek számít a kamarák történetében az 1990. év, amikor a Magyar Gazdasági Kamara szövetségi kamarává alakult és a kamarai közösség bázisává a hat regionális - így a Dél-Dunántúli is pécsi székhellyel - kamara vált. 
A gazdasági kamarákról szóló 1994. évi XVI. törvény a magyar közjogi hagyományokat, illetve a modern európai gyakorlatot követve - több mint negyven év után - újból intézményesítette a köztestületi gazdasági kamarákat. A törvény kimondta, hogy a gazdasági kamarák hivatása a gazdaság fejlődésének és szerveződésének előmozdítása, az üzleti forgalom fellendítése, a piaci magatartás tisztességének garantálása, valamint a gazdasági tevékenységet folytatók általános, együttes érdekérvényesítésének segítése. A kamarai törvény szerint a kamarák köztestületek voltak, a működésük önkormányzati elven alapult. A cégek, vállalkozók kamarai tagsága automatikus lett.
Az Országgyűlés által 1999-ben elfogadott új kamarai törvény 2000 novemberétől megszüntette a kötelező kamarai tagságot. Az új kamarai törvény négy alapvető változást hozott. Megszüntette a kötelező tagságot, elvette a közigazgatási feladatokat, és rendkívüli választásokat írt ki „speciális” szabályok betartásával. Meghagyta a gazdaság általános érdekképviseletét, valamint a megye gazdasági szervezeteinek, tagságtól független választójogát. A globalizációs hatások következtében is újfajta távolságtartási tényezők jelentek meg a politika és a gazdaság képviselői között. A kamarai önkormányzat tevékenysége ettől kezdve a tetteken és a valós eredményeken keresztül mérettetett meg. Kezdetét vette az üzleti szemléletű kamarai működés kiépítése.
A 2003-as törvénymódosítás alapvető változást hozott a kamarák jogállásában, mert a törvényességi felügyeletet az ügyészségekre bízta. A szervezet és a működés meghatározásánál jobban érvényesülhet az önkormányzatiság. Rögzítette a Kormány – Kamarák együttműködésének fix pontjait, erősítette a kamarai hivatal pozícióját, lehetővé tette gazdasági társaság alapítását. Ezzel új fejlődési pályát nyitott a köztestületi gazdasági önkormányzatok számára. A kamara a szakképzéstől az innovációig számos jelentős feladatot kapott, amely révén megfeleltetheti e rendszereket a magyar gazdaság igényeinek.
2012. január 1-től törvénymódosítás alapján kötelező regisztrációt írt elő az Országgyűlés a kereskedelmi és iparkamarában.

### Elnökök
| Kelemffy Károly             | 1881-1883 |
| Szontagh Mátyás             | 1883-1884 |
| Ráth Mátyás                 | 1884-1892 |
| Littke József               | 1892-1902 |
| Kindl József                | 1903-1908 |
| Zsolnay Miklós              | 1909-1919 |
| Forbát Arnold               | 1919-1928 |
| Visnya Ernő                 | 1928-1940 |
| Mattyasovszky Zsolnay Tibor | 1941-1944 |
| Gulyás József               | 1982-1989 |
| Szűcs István                | 1989-1994 |
| Higi Gyula                  | 1994-2000 |
| Dr. Kéri István             | 2000-2016 |
| Dr. Síkfői Tamás            | 2016-     |

### Főtitkárok
| Dr. Záray Károly   | 1881-1928 |
| Dr. Günther Mihály | 1928-1935 |
| Dr. Vétek János    | 1935-1948 |
| Dr. Kéri István    | 1982-1989 |
| Dr. Síkfői Tamás   | 1989-2016 |
| Rabb Szabolcs      | 2016-     |